# Cò đầu búa
Cò đầu búa (danh pháp hai phần: Scopus umbretta) là một loài chim thuộc họ Scopidae, bộ Hạc. Cò đầu búa tạo thành họ đơn loài Scopidae, thường được đặt trong bộ Ciconiiformes truyền thống, nhưng thực tế nó là dòng dõi rất khác biệt của bộ Pelecaniformes. Cò đầu búa là loài chim nước cỡ trung bình, cao 56 cm và nặng 470 g. Đầu của nó với cái mỏ cong và màu trên lưng khiến nó giống như một cái búa. Loài này phân bố từ châu Phi, Madagascar đến Arabia, trong các vùng đất ngập nước gồm hồ, cửa sông, đầm, bờ sông và bờ biển đá ở Tanzania. Cò đấu búa là loài không di cư theo mùa, không bị đe dọa toàn cầu và có nhiều ở châu Phi lục địa và Madagascar.

## Phân loại và hệ thống học
Cò đầu búa thường được bao gồm trong Ciconiiformes, nhưng có thể gần gũi hơn với Pelecaniformes. Nó tạo thành một họ (Scopidae) và chi (Scopus) bởi những đặc điểm độc đáo của nó.

### Phân loài
Có hai phân loài, Scopus umbretta umbretta và Scopus umbreta minor.
- S. u. umbretta, sống ở hầu hết các vùng nhiệt đới châu Phi, tây nam Arabia và Madagascar.
- S. u. minor, được tìm thấy trong vành đai ven biển từ Sierra Leone đến đông Nigeria.

## Hình ảnh

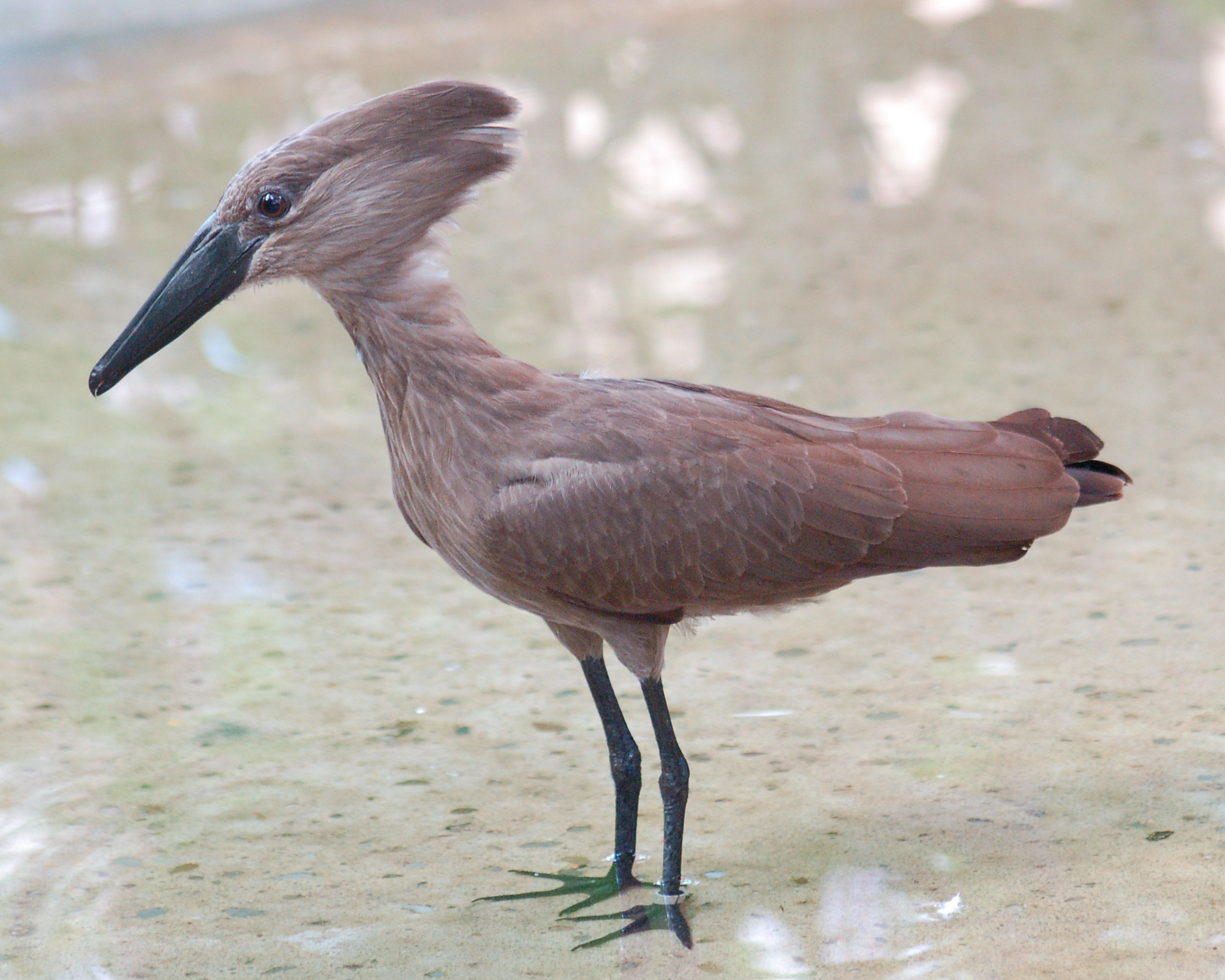
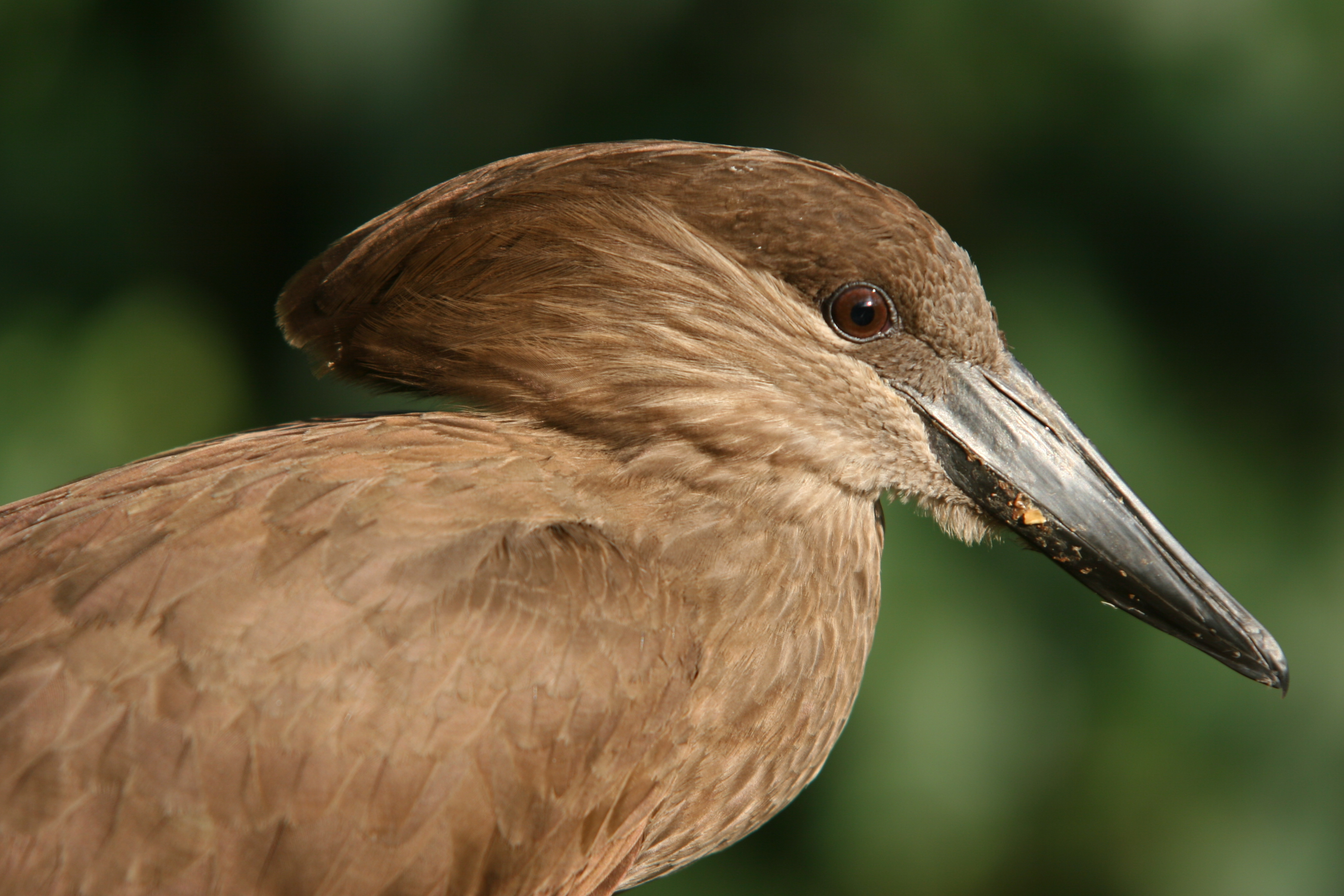
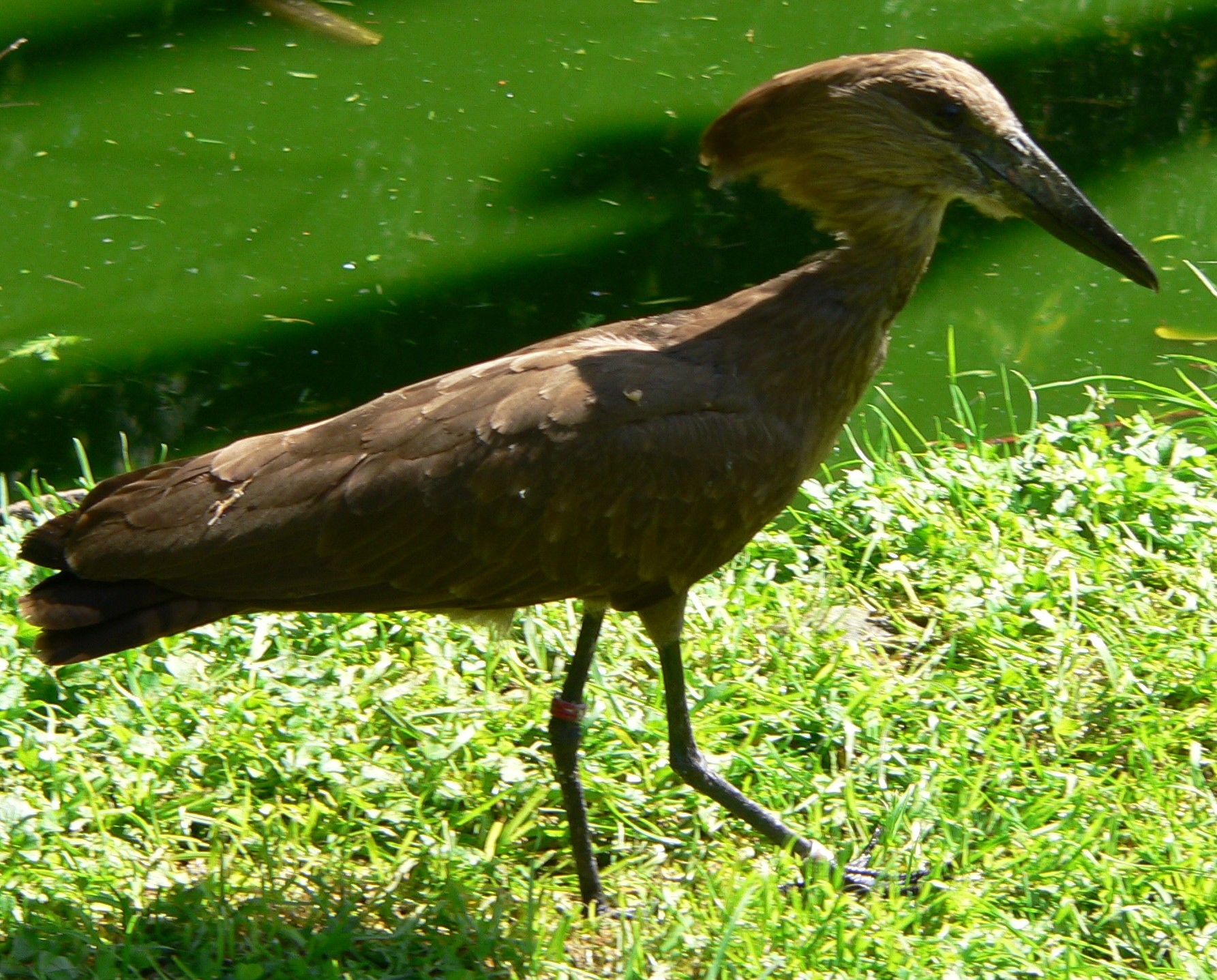
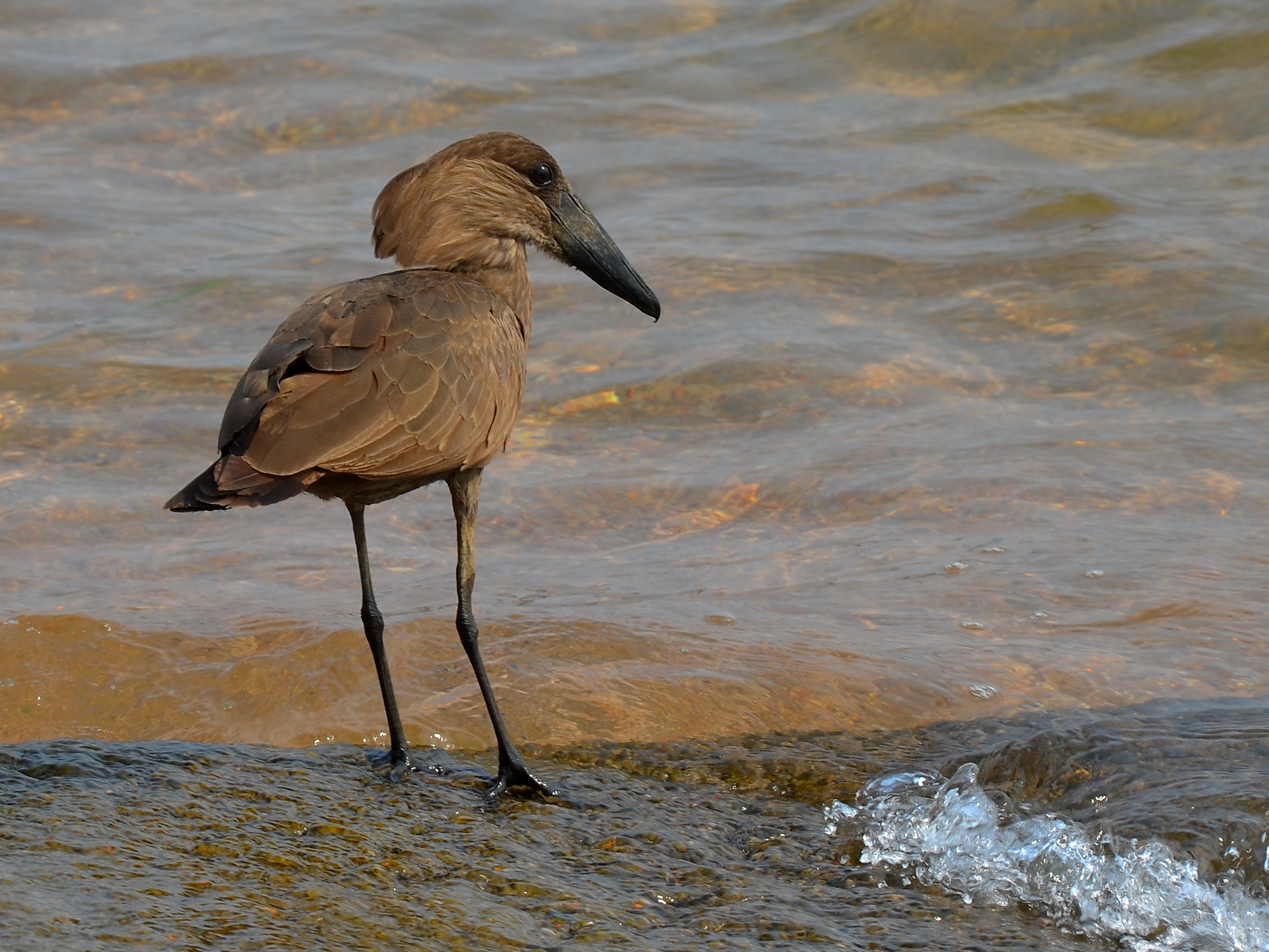
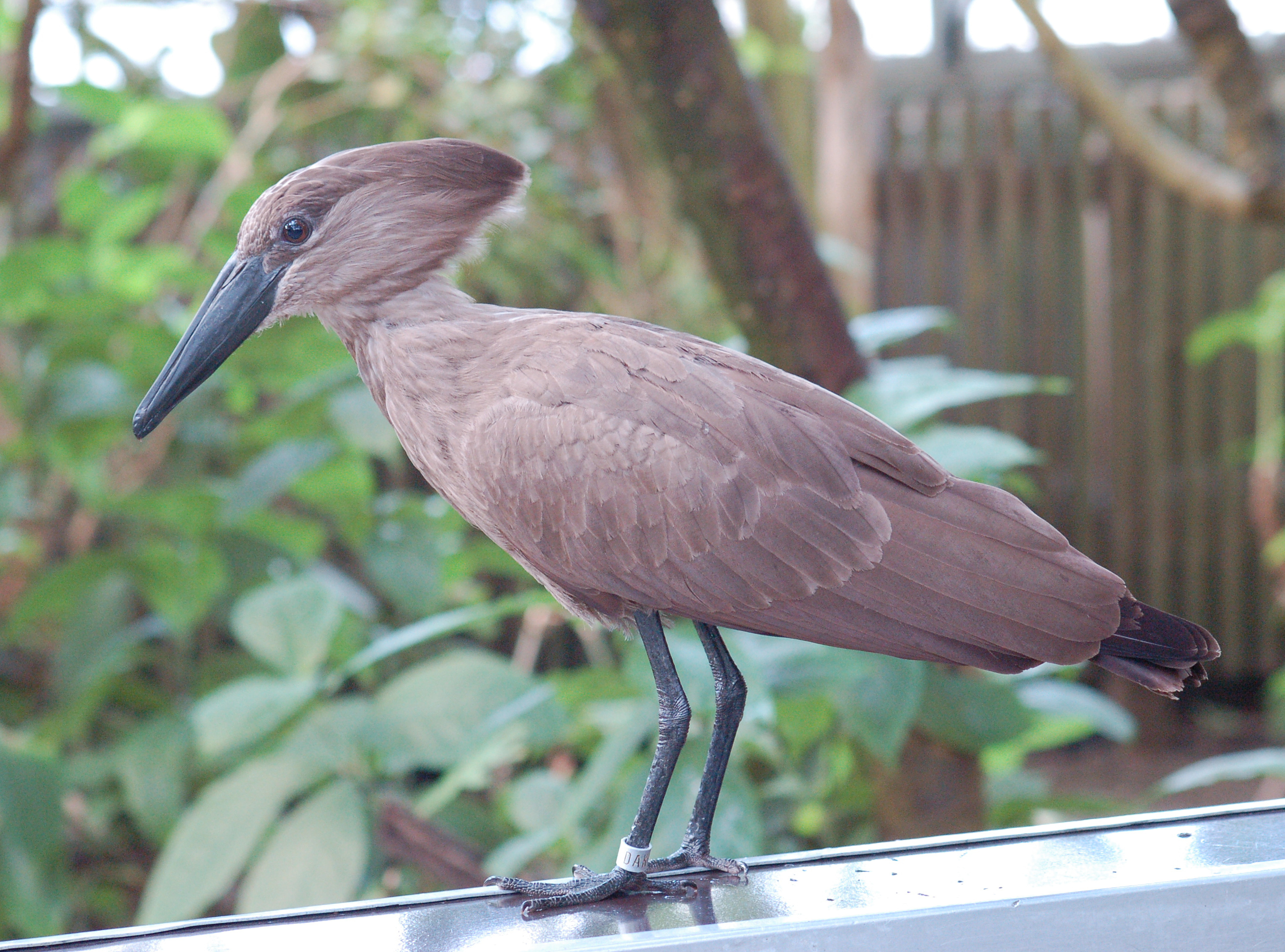
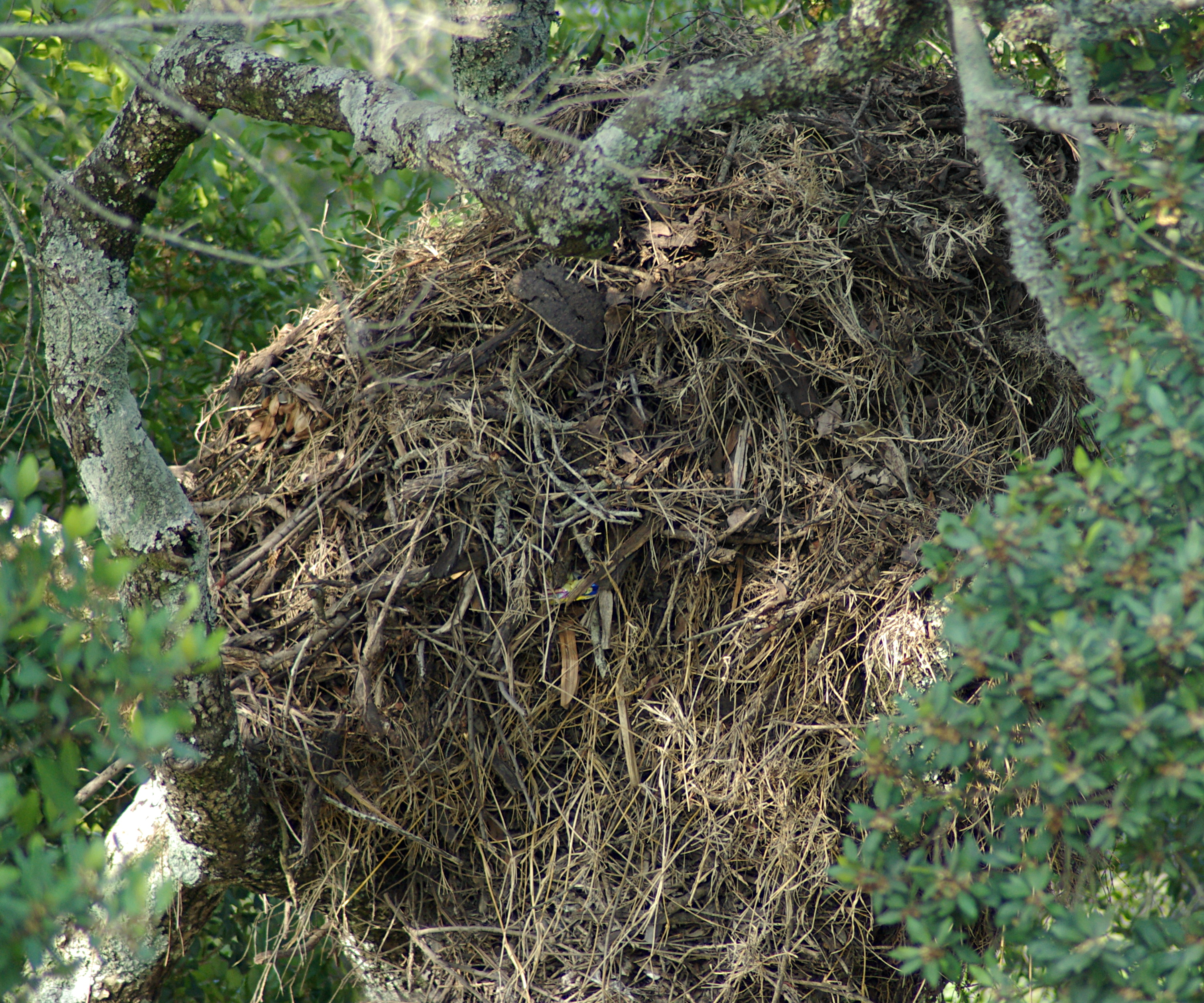